# Tempuran (Kota Blora)
Tempuran is een bestuurslaag in het regentschap Blora van de provincie Midden-Java, Indonesië. Tempuran telt 1049 inwoners (volkstelling 2010).